# Adrien Gouffier de Boissy

Stemma della famiglia Gouffier.

Adrien Gouffier de Boissy (Francia, 1479 – Villendren-sur-Indre, 24 luglio 1523) è stato un cardinale e vescovo cattolico francese.

## Biografia
Figlio di Guillaume Gouffier, signore di Boissy (nella provincia di Poitou), e Philippe, figlia di Jean de Montmorency. Dopo aver ricevuto in commendam alcune abbazie, che gli assicuravano un lauto guadagno, Adrien Gouffier de Boissy fu nominato vescovo di Coutances il 15 aprile 1510. Il sovrano francese Francesco I chiese personalmente al Pontefice Leone X di investire Gouffier della porpora cardinalizia.
Creato cardinale presbitero durante il concistoro del 14 dicembre 1515, ricevette il titolo dei Santi Marcellino e Pietro, che preferì tuttavia cambiare con quello di Santa Balbina dopo l'8 novembre 1517. Dal 1519 ottenne anche l'arcidiocesi di Albi, che mantenne fino alla morte.
Morì il 24 luglio 1523 nello château ("castello") di Villendren sur Indre, nei pressi di Issoudun. Secondo le sue ultime disposizioni, fu sepolto nella chiesa dell'abbazia di Bourgdeuil.

## Genealogia episcopale
La genealogia episcopale è:
- Vescovo Raoul Du Faou, O.S.B.
- Cardinale Adrien Gouffier de Boissy